# Édo (langue)
Pour les articles homonymes, voir Edo et Bini.
L'édo (aussi appelé benin, bini, addo, oviedo ou ovioba) est une langue nigéro-congolaise parlée dans le sud du Nigeria.

## Utilisation
L'édo est parlé par 2 031 670 personnes, dont environ 2 030 000 au Nigeria en 2020, principalement dans l'État du Delta (zones de gouvernement local (LGA) d'Ika Nord Est et d'Ika Sud, dans l'État d'Edo (Benin City et LGAs d'Oredo, Orhionmwon, Ovia Sud Ouest, Ovia Nord Est, et Uhunmwonde), et dans l'État d'Ondo (LGAs d'Irele et d'Ose).
C'est aussi la langue historique du royaume du Bénin[réf. nécessaire].

## Caractéristiques
L'édo est une langue nigéro-congolaise faisant partie des langues édoïdes.
Les variantes de cette forme principale sont généralement suffisamment homogènes pour être mutuellement intelligibles. L'édo est surtout une langue de tradition orale, dont presque tous les locuteurs sont bilingues anglais ou pidgin ; il existe cependant une littérature, ainsi que des dictionnaires et divers textes éducatifs ou historiques.[réf. nécessaire]

### Écriture
L'édo s'écrit avec une version modifiée de l'alphabet latin. Les lettres utilisées sont :
Á B D É È F G H Í K L M N Ó Ò P R S T Ú V W Y Z.[réf. nécessaire]
Au Nigeria, l'alphabet édo est défini dans le Orthographies of Nigerian Languages (Orthographes des langues nigérianes) publié par le National Language Centre en 1983.
| A   | B   | D   | E   | Ẹ   | F   | G   | Gb   | Gh  | H   | I   | K   | Kh  | Kp   | L   | M   |
| a   | b   | d   | e   | ẹ   | f   | g   | gb   | gh  | h   | i   | k   | kh  | kp   | l   | m   |
| /a/ | /b/ | /d/ | /e/ | /ɛ/ | /f/ | /ɡ/ | /ɡb/ | /ɣ/ | /h/ | /i/ | /k/ | /x/ | /kp/ | /l/ | /m/ |
|     |     |     |     |     |     |     |      |     |     |     |     |     |      |     |     |
| Mw  | N   | O   | Ọ   | P   | R   | Rh  | Rr   | S   | T   | U   | V   | Vb  | W    | Y   | Z   |
| mw  | n   | o   | ọ   | p   | r   | rh  | rr   | s   | t   | u   | v   | vb  | w    | y   | z   |
| /ʋ/ | /l/ | /o/ | /ɔ/ | /p/ | /ɹ/ | /ɹ̝̊/ | /ɹ̝/  | /s/ | /t/ | /u/ | /v/ | /ʋ/ | /w/  | /j/ | /z/ |